# Urszula Plewka-Schmidt
Zawartość tej strony może naruszać prawa autorskie.
Tekst źródłowy prawdopodobnie pochodzi z:
http://frmp.poznan.pl/uploaded/Wydawnictwa/2012%20100%20LAT%20ZPAP%20MONOGRAFIA%20OKR%C4%98G%20POZNA%C5%83.pdf
1. Nie usuwaj tego szablonu. Zostanie on usunięty, jeżeli prawa autorskie tego artykułu zostaną wyjaśnione.
2. Jeżeli potrafisz, napisz artykuł tak, aby nie naruszał praw autorskich.
3. Jeżeli masz prawa autorskie do tej treści lub masz zgodę na publikację zgodną z naszą licencją, prosimy, napisz o tym na stronie dyskusji tego artykułu i na stronie Wikipedia:Lista NPA oraz zastosuj procedurę zamieszczania haseł wcześniej opublikowanych.
4. Artykuł zostanie usunięty, jeżeli status praw autorskich do zawartych w nim treści nie zostanie wyjaśniony.

Powielanie materiałów chronionych prawami autorskimi – bez zezwolenia właściciela tych praw – jest pogwałceniem obowiązującego prawa, jest też sprzeczne z ustaleniami Wikipedii. Osobom, które regularnie wstawiają takie materiały, może zostać odebrane uprawnienie edytowania Wikipedii.
Urszula Plewka-Schmidt (ur. 29 grudnia 1939 w Smoguleckiej Wsi, zm. 20 stycznia 2008 w Pławnie) – polska artystka i pedagog, współtwórca „polskiej szkoły tkaniny”, uprawiająca monumentalne kompozycje ścienne. Profesor sztuk plastycznych (1996) o specjalności gobelin artystyczny, malarstwo, tkanina.

## Życiorys
Absolwentka Akademii Rolniczej w Poznaniu (1964) i Wyższej Szkoły Sztuk Plastycznych w Poznaniu. Dyplom w 1966 na Wydziale Malarstwa w pracowni prof. M. Szmańdy; związana z uczelnią do 1992, debiut w pracowni Magdaleny Abakanowicz, od 1980 prowadziła Pracownię Barwy na Wydziale Architektury Wnętrz. W 1991 powołała Scholę Posnaniensis, Wyższą Szkołę Sztuki Stosowanej, której była do 2006 rektorem i wykładowcą. W 1996 uzyskała tytuł naukowy profesora.

## Twórczość
Zapoczątkowała swoją działalność artystyczną w latach 70. tworząc formy tkane i struktury przestrzenne, metalowe konstrukcje obciągnięte materiałem tkackim. Z tych lat datują się również początki akcji wkraczania tkaniny w przestrzeń jak „Działania pejzażowe”, utrwalone jedynie na kliszy fotograficznej, będące zbliżeniem do performance. Kolejny okres to powrót artystki do tradycyjnych technik tkackich, które stosuje odtąd w swoich pracach. Udział w 1971 w prestiżowym V Międzynarodowym Biennale Tkaniny Artystycznej w Lozannie zaowocował zaproszeniami na następne Biennale torując drogę do wielu wystaw o zasięgu światowym. Przełomową rolę odegrało zaprezentowanie tam w 1979 tkanin: „Madonny z Krużlowej” i „Marilyn Monroe” – zderzenia dwóch kanonów piękna, historii ze współczesnością, będących jednocześnie odpowiedzią artystki w dyskusji twórców XX wieku nad wzajemnym przenikaniem różnych dziedzin sztuki.
Często przewijającym się tematem monumentalnych prac U. Plewki-Schmidt jest refleksja nad czasem, jego przemijaniem, jego oddziaływaniem na ludzi oraz interpretacja tradycji minionych epok. W swoich kompozycjach ściennych artystka operuje m.in. znanymi wizerunkami sztuki świeckiej i obiektami kultu.

## Galeria

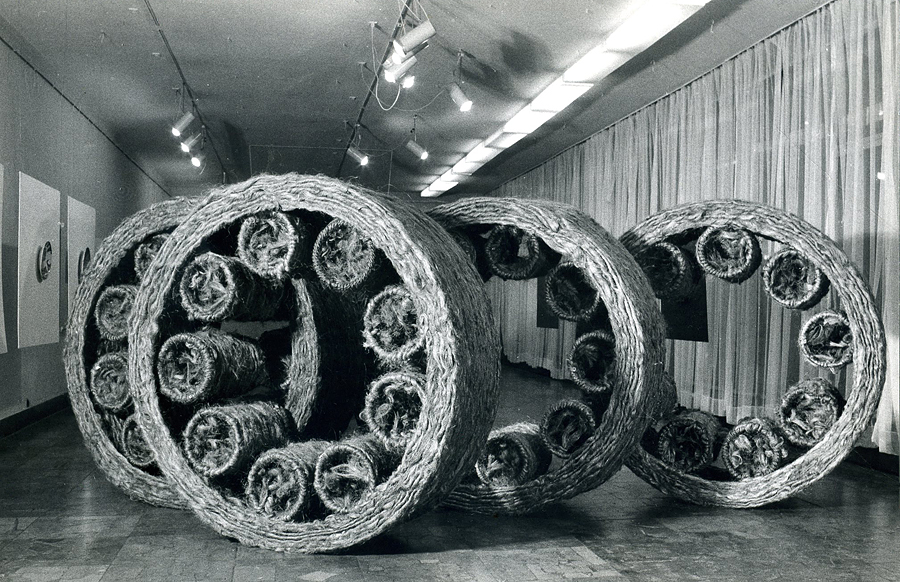
„Okrąg” – VII Biennale Tkaniny, Lozanna, 1975.
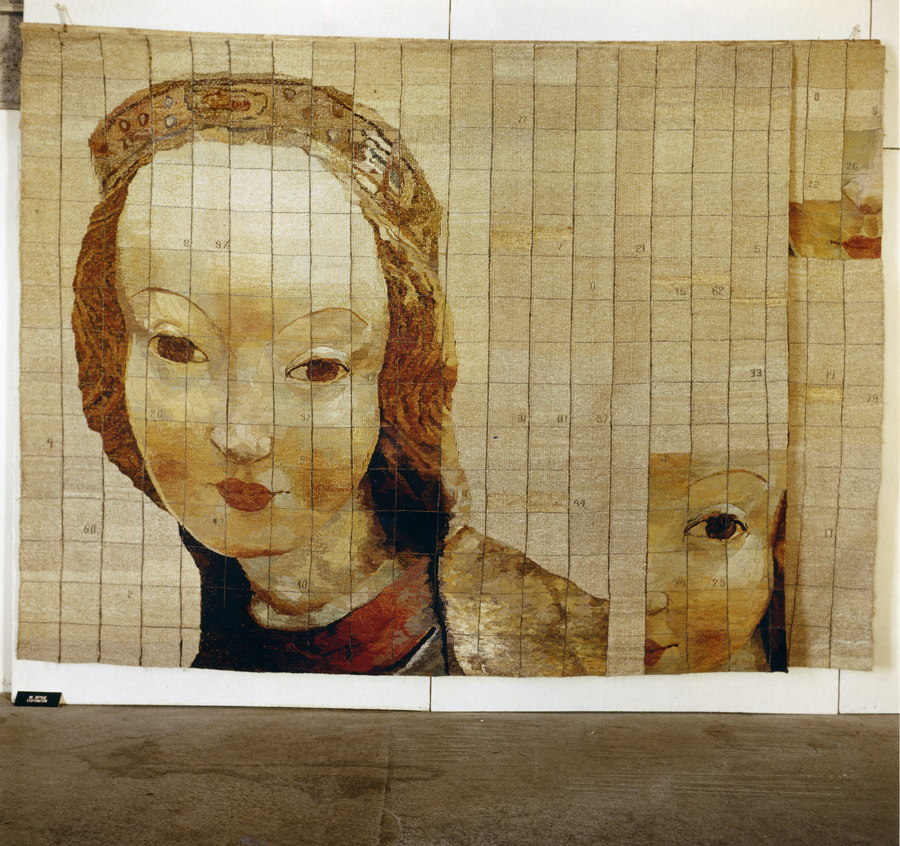
„Kanony piękna” IX Biennale Tkaniny, Lozanna, 1979.
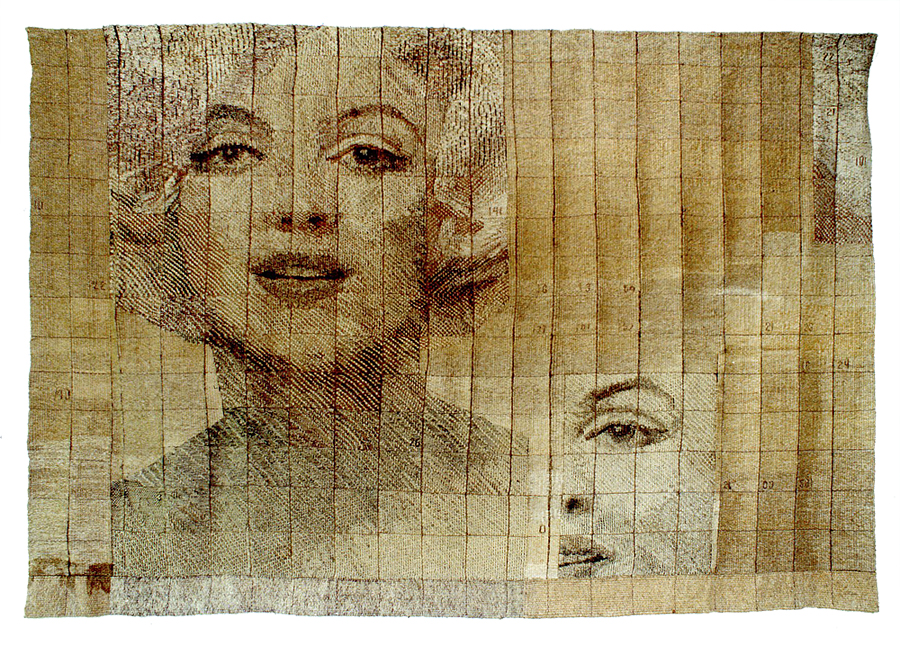
„Kanony piękna” IX Biennale Tkaniny, Lozanna, 1979.
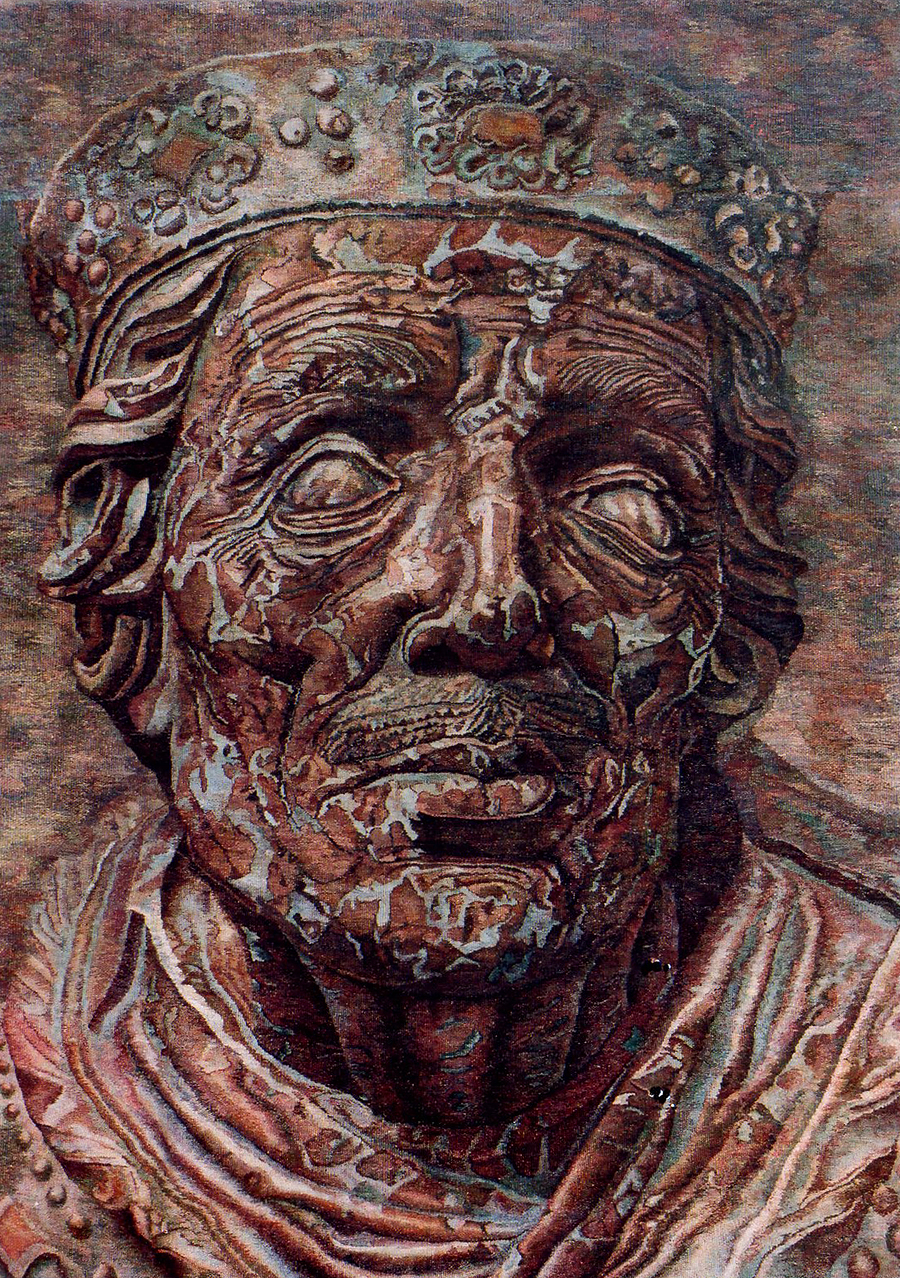
„Czas życia, czas śmierci”, 1986.
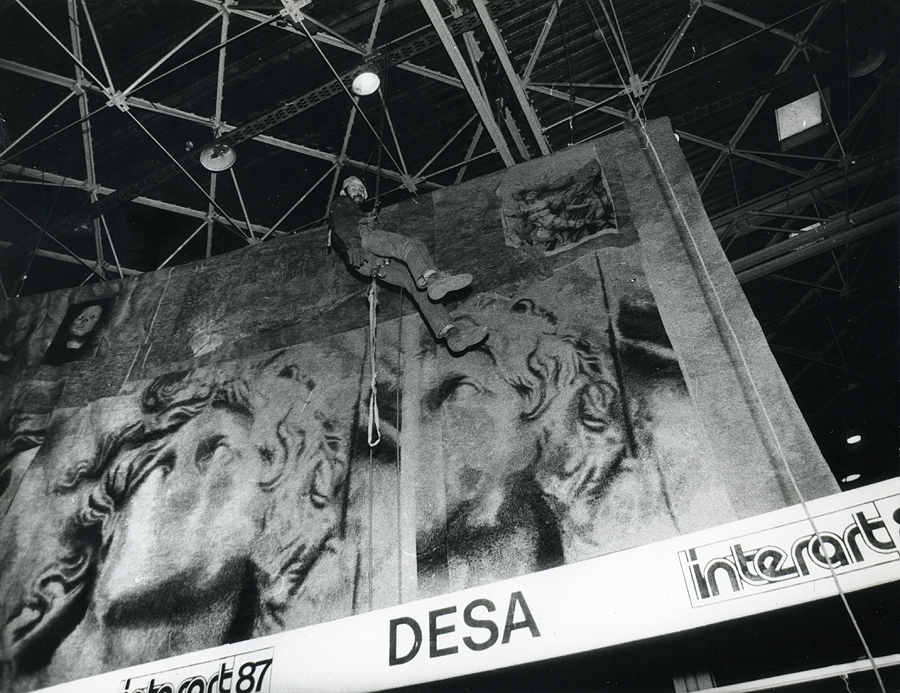
„Ogrody pamięci”, 1987.
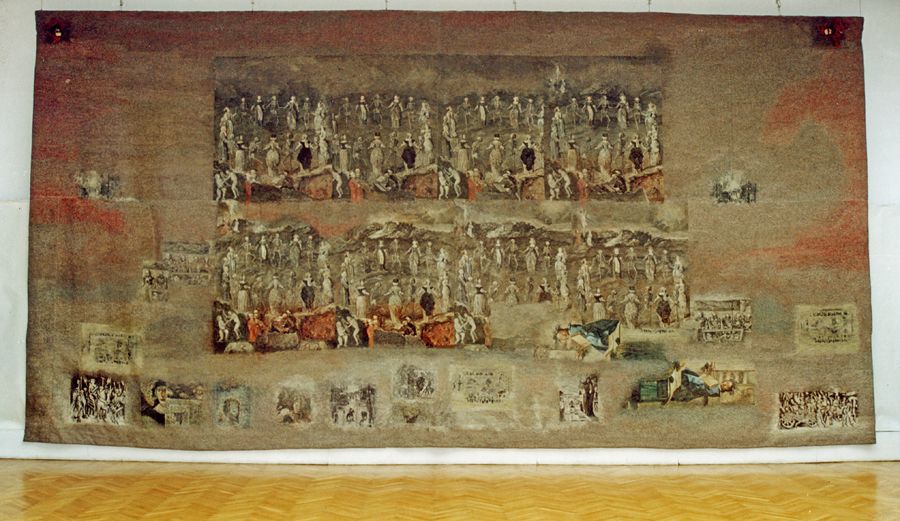
„Notatnik”, 2000.

## Cykle prac
- „Podróż do źródeł czasu”, 1978
- „Czas życia, czas śmierci” 1986
- „Ogrody pamięci”, 1987
- „Ten XX wiek”, 2001

## Ważniejsze wystawy
- 1971 V Międzynarodowe Biennale Tkaniny Artystycznej w Lozannie
- 1972 Centralne Muzeum Włókiennictwa, Łódź „Kompozycje tkackie”
- 1973 VI Międzynarodowe Biennale Tkaniny Artystycznej w Lozannie
- 1975 VII Międzynarodowe Biennale Tkaniny Artystycznej w Lozannie
- 1977 Biuro Wystaw Artystycznych, Poznań „Wystawa gobelinów”
- 1977 VIII Międzynarodowe Biennale Tkaniny Artystycznej w Lozannie
- 1980 Centralne Muzeum Włókiennictwa, Łódź „Podróż do źródeł czasu”
- 1980, 1982, 1984 Chateau de Copet, Genewa: wystawy indywidualne
- 1981 X Międzynarodowe Biennale Tkaniny Artystycznej w Lozannie
- 1985 Filharmonia Narodowa, Warszawa – pokaz cyklu gobelinów „Chopin”
- 1987 Jacques Baruch Gallery, Chicago – wystawa indywidualna „U.P.Schmidt tapestry”
- 1988 Interart 88, Poznań – pokaz indywidualny gobelinów i kompozycji przestrzennych
- 1992 Galeria Atena, Warszawa, wystawa gobelinów towarzysząca Międzynarodowe Triennale Tkaniny|7 Międzynarodowemu Triennale Tkaniny, Łódź 92
- 1997 Centrum Sztuki – Galeria El, Elbląg, „U.P.Schmidt. Tkanina Monumentalna”
- 1997 Hertogenbosch, Provinciehuis
- 2000 Biuro Wystaw Artystycznych, Gorzów Wielkopolski – wystawa indywidualna
- 2000 Galeria Sztuki Współczesnej, Kołobrzeg – wystawa indywidualna
- 2001 Centralne Muzeum Włókiennictwa; Łódź, Międzynarodowe 10. Triennale Tkaniny – wystawa indywidualna

## Wystawy indywidualne
Od 1972 kilkadziesiąt wystaw w kraju i zagranicą m.in.: Pittsburg, Genewa, Hertogenbosch, Eindhoven, Freiburg, Chicago, Sztokholm, Moskwa.

## Wystawy zbiorowe
Od 1965 udział w wielu wystawach krajowych i zagranicznych oraz międzynarodowych prezentacjach sztuki polskiej m.in.: Lozanna, Haarlem, Groningen, Venlo, Edynburg, Liverpool, Londyn, Hawana, Brno, Chicago, Austin, Cleveland, Kopenhaga, Aalborg, Praha, Chicago, Nowy Jork, Berlin, Hamburg, Lille, Paryż, Zagrzeb, Belgrad, Düsseldorf, San Francisco, Helsinki, Madryt, Lizbona, Moskwa, Mexico, Regstrup, Angers.

## Prace w zbiorach
- Kunstgewerbemuseum – Staatlicher Preussischer Kulturbesitz, Berlin, Niemcy
- Kościół i klasztor OO Paulinów na Jasnej Górze, kolekcja gobelinów „Jan Paweł II w Sanktuariach Maryjnych Świata” (wspólnie z Włodzimierzem Schmidtem), Częstochowa, Polska
- Muzeum Początków Państwa Polskiego, Gniezno, Polska
- Centralne Muzeum Włókiennictwa, Łódź, Polska
- Muzeum Narodowe w Poznaniu, Poznań, Polska
- Musée Cantonal des Beaux-Arts. musees.vd.ch. [zarchiwizowane z tego adresu (2012-06-18)]., Lozanna, Szwajcaria
- The Art Institut of Chicago, Chicago, USA
- Muzea Watykańskie, Watykan
- Ponadto w kolekcjach i zbiorach prywatnych we Francji, Izraelu, Niemczech, Nowej Zelandii, Norwegii, Polsce, Szwajcarii, USA

## Nagrody
- Stypendium Ministerstwa Kultury i Sztuki, 1974
- Nagroda Województwa Poznańskiego za wybitne osiągnięcia w dziedzinie upowszechniania kultury, 1979
- Nagroda im. Błogosławionego Brata Alberta za twórczość o tematyce sakralnej, 1988
- Nagroda indywidualna miasta Poznania, 1989
- Nagroda Ministra Kultury i Sztuki III stopnia za szczególne osiągnięcia w dziedzinie dydaktyczno-wychowawczej
- Medal „Ad Perpetuam Rei Memoriam” nadany przez wojewodę poznańskiego, 1996
- Medal Centralnego Muzeum Włókiennictwa w Łodzi (10. Międzynarodowe Triennale Tkaniny) 2001